# Wild Life (manga)
Wild Life (ワイルドライフ?, Wairudo Raifu) è una serie manga shonen scritta da Masato Fujisaki e pubblicato a partire dal 2003. Racconta la storia di un liceale, Tesshou, che studia per diventare veterinario dopo che era stato un giovane delinquente.
Nel 2008 il network NHK aveva iniziato le riprese di una versione live action di NHK in formato dorama, che ha dovuto però bruscamente interrompersi al termine della seconda puntata a causa della morte accidentale di due delle giraffe impiegate sul set.

## Trama
Tesshou è il tipico adolescente delinquenziale di liceo: si trova però a convivere con un'abilità del tutto particolare, ha cioè un perfetto senso dell'udito. Questa capacità gli permette di sentire cose a cui la maggior parte delle persone non fa caso o non sente.
Dopo essergli capitato di aiutare il veterinario locale, Kashiyu, a salvare un cagnolino, il ragazzo finalmente scopre la sua vocazione nella vita; quella per l'appunto di diventare veterinario e curare gli animali. Finirà per partecipare al concorso che gli dovrebbe permettere di entrar in uno dei più famosi ospedali per animali del paese.

## Personaggi
Tesshou Iwashiro (岩城 鉄生Iwashiro Tesshou?)
Un delinquente di scuola superiore con un acutissimo senso dell'udito. Egli sembra non preoccuparsi affatto di quello che sarà il suo futuro (di ciò di cui vuol fare della propria vita) fino a quando non ha l'occasione di salvare un cane: decide allora di voler a tutti i costi diventare veterinario.
Mika Senou (瀬能 みかSenou Mika?)
Infermiera presso l'ospedale. Diviene l'assistente principale di Tesshou
Tsukasa Ryotou (陵刀 司Ryotou Tsukasa?)
Uno dei capi-sezione dell'ospedale. Ha una grandissima empatia con gli animali.
Hisataka Kurachi
Un membro della stessa sezione di Tsukasa, che ammira e stima moltissimo.

## Protagonisti del Dorama
- Hayato Ichihara - Iwaki Tetsuo
- Tetsuji Tamayama
- Riisa Naka
- Mitsuru Fukikoshi
- Akira Emoto